# Werner Albring
Werner Anton Oskar Wilhelm Albring (* 26. September 1914 in Schwelm, Westfalen; † 21. Dezember 2007 in Dresden) war ein deutscher Ingenieur und Hochschullehrer auf dem Gebiet der Strömungsmechanik.

## Leben
Von 1934 bis 1939 studierte er Maschinenbau an der Technischen Hochschule Hannover, wo er 1941 mit der Arbeit Kraftmessungen am schwingenden Tragflügel promoviert wurde. Nach zweijähriger Assistenz arbeitete er von 1941 bis 1945 als Stellvertretender Leiter am Institut für Aeromechanik und Flugtechnik ebendort und war an der Entwicklung von Torpedos beteiligt.
Nach dem Ende des Zweiten Weltkriegs nahm Albring eine Tätigkeit bei den Zentralwerken im thüringischen Bleicherode bei Nordhausen im Südharz auf und wurde 1946 zum Abteilungsleiter für Aerodynamik berufen. Hier setzte die sowjetische Besatzungsmacht die angestammte Produktion der deutschen V2-Raketen fort unter der fachlichen Leitung des Flugzeugbauers und später als Vater der sowjetischen Raumfahrt berühmt gewordenen Chefkonstrukteurs Sergei Pawlowitsch Koroljow. Die produzierten V2-Raketen wurden für Versuchszwecke in die Sowjetunion gebracht.
Am 22. Oktober 1946 wurde Albring im Rahmen der Aktion Ossawakim zusammen mit seiner Familie und anderen Spezialisten, wie Helmut Gröttrup, Kurt Magnus, Heinrich Wilhelmi u. a. in die Sowjetunion zwangsverpflichtet. Nahezu fünf Jahre lang arbeitete Albring als Aerodynamiker in den Waldaihöhen auf der im Seligersee gelegenen Insel Gorodomlja (heute Siedlung Solnetschny). Er war dort beteiligt an der aerodynamischen Entwicklung und Konstruktion von Trägerraketen, basierend auf der deutschen Rakete Aggregat 4 (bekannter als A4 oder V2).

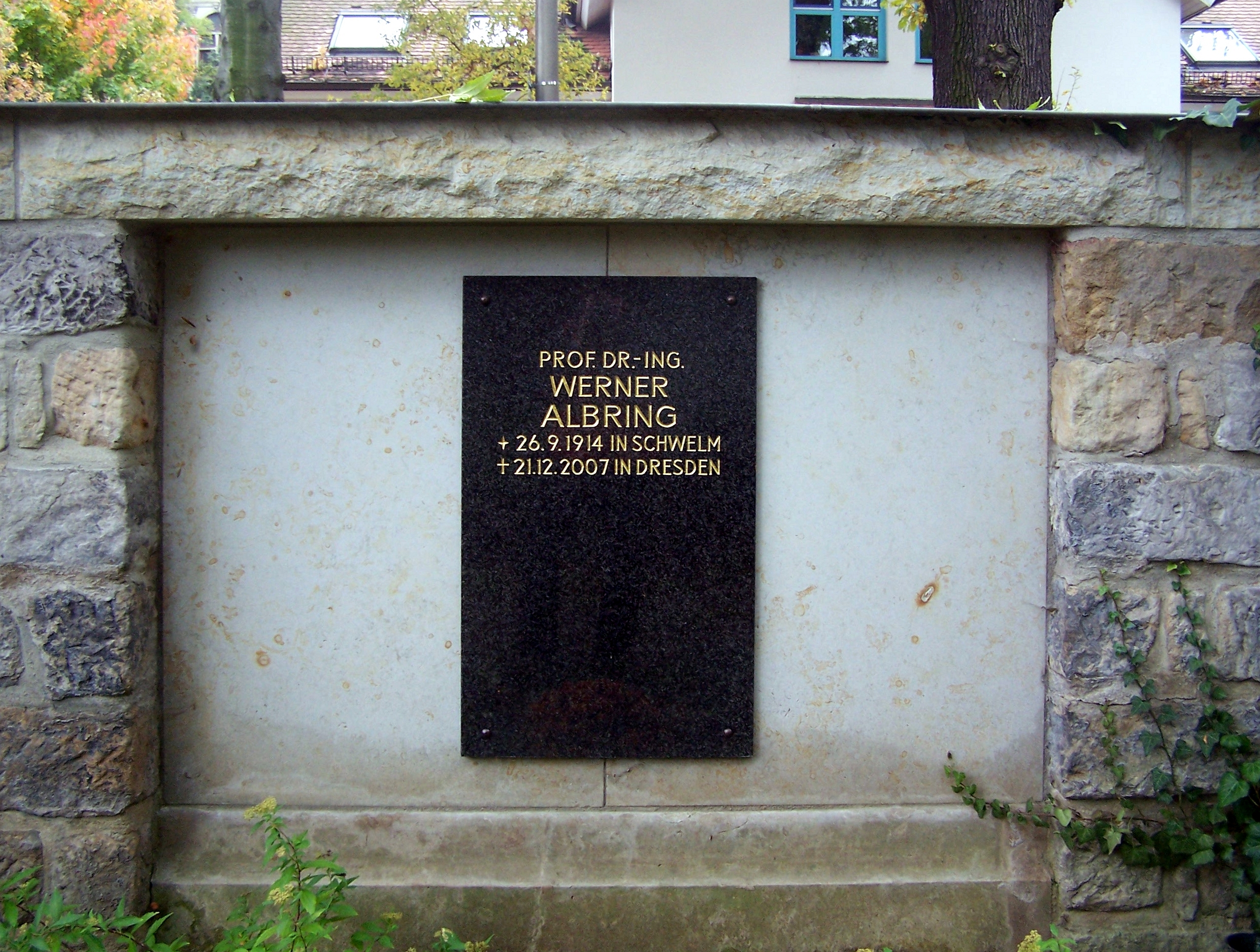
Grab von Albring auf dem Inneren Plauenschen Friedhof in Dresden

Im Juni 1952 kehrte er aus der Sowjetunion in die DDR zurück. Er lehnte die Berufung zum Gründungsdekan der Schiffbautechnischen Fakultät der Universität Rostock ab, weil er Rüstungsaufgaben und militärische Auftraggeber vermeiden wollte. So wurde er 1952 zum ordentlichen Professor an der Technischen Hochschule Dresden und zum Direktor des neu gegründeten Instituts für Angewandte Strömungslehre, heute Institut für Strömungsmechanik, berufen. Dort arbeitete er unter anderem zusammen mit Hans-Joachim Mascheck an düsengetriebenen Passagierflugzeugen. Im Jahr 1959 wurde Albring zum korrespondierenden und 1961 zum ordentlichen Mitglied der Deutschen Akademie der Wissenschaften zu Berlin gewählt. Er übernahm zweimal (1961–1963 und 1968–1970) das Dekanat der Fakultät für Maschinenwesen. Im Jahr 1979 wurde er emeritiert. Albring starb 2007 in Dresden und wurde auf dem Inneren Plauenschen Friedhof bestattet.
1965 hielt er vor der Fakultät für Maschinenbau einen viel beachteten Vortrag. Anlässlich des 20. Jahrestages des Kriegsendes formulierte er Gedanken und Standpunkt zu moralischen und ethischen Fragen wissenschaftlicher Arbeit unter dem Titel Krieg und Frieden in der modernen Gesellschaft. Er kritisierte den „Unterschied zwischen den Moralgesetzen, die den Verkehr von Staatsbürgern untereinander regeln und der gesetzlosen Willkür im Verkehr der Staaten untereinander“ und schrieb: „Heute wird ein gewaltiges Kriegspotential als Druckmittel bei internationalen Verhandlungen eingesetzt, und wieder wird der Stil des Zusammenarbeitens verdorben. Wir müssen auf die damit verbundenen großen Gefahren aufmerksam machen und den Kräften der Zerstörung die Kraft des unerschrockenen menschlichen Geistes und des Lebenswillen gegenüberstellen. Der geistige Arbeiter muss seiner Verantwortung bewusst, diesen Fragenkomplex als Forschungsproblem aufgreifen. Die Kraft der Technik zur friedlichen Entwicklung mobilisiert, könnte das Antlitz unseres Planeten ändern. [...] Die Erziehung zur Moral ist eine Aufgabe, die über viele Generationen weitergeführt werden muss.“ Eine Veröffentlichung in einer Akademieschrift der TH Dresden wurde jedoch abgelehnt.
1991 veröffentlichte er seine Erinnerungen Gorodomlia – Deutsche Raketenforscher in Rußland und beschrieb seine Erlebnisse an seine Zeit als Raketenspezialist in der Sowjetunion und das Leben auf der abgeschotteten Insel. 2006 hielt er einen Vortrag über Entwicklung ballistischer Fernraketen als Waffe, als technisches Gebrauchsgut und als Forschungsmittel und äußerte sich kritisch zu seiner Beteiligung an Waffenentwicklungen: „Das Zurückbleiben der Geisteswissenschaften, zu denen die Ordnung des Lebens in Staat, Gesellschaft, Recht, Sitte, Erziehung, Deutung der Welt, Mythos, Religion, Kunst und Philosophie gehören, führt dazu, dass die moralisch unentwickelte Menschheit über hochentwickelte Technik verfügt, die auf Waffen angewandt, gefährlich für die Existenz der ganzen Menschheit werden kann.“. Sein Sohn Peter Albring kommentierte dies 2011: „Nicht menschliches Schöpfertum ist eine Gefahr für unsere Gesellschaft, die Gefahr geht von unmoralisch geführter Gesellschaft aus. Das ist eine Feststellung aber keine Lösung des Problems.“

## Wirken und Ehrungen
Albrings Hauptwirken fand auf dem Gebiet der Strömungsprobleme der Turbomaschinen und der Turbulenzforschung statt.
Er gehörte der Akademie der Wissenschaften der DDR zu Berlin seit 1961 als ordentliches Mitglied an. Im Jahr 1972 bekam Albring den Nationalpreis der DDR für Wissenschaft und Technik. 1984 erfolgte die Berufung in die Evangelische Forschungsakademie in Berlin. Die Technische Universität Leningrad (Sankt Petersburg) und die Technische Universität Budapest verliehen ihm 1985 bzw. 1991 die Ehrendoktorwürde; 1995 erhielt er den Ludwig-Prandtl-Ring, die höchste Auszeichnung, welche die Deutsche Gesellschaft für Luft- und Raumfahrt vergibt.
Werner Albring war Mitglied der Berlin-Brandenburgischen Akademie der Wissenschaften, deren Ehrenmitgliedschaft ihm 2004 für sein wissenschaftliches Lebenswerk verliehen wurde.

## Schriften (Auswahl)
- Kraftmessungen am schwingenden Tragflügel. Dissertation Technische Hochschule, Hannover 1940
- Aufgaben und Möglichkeiten der Strömungslehre bei der Entwicklung des Maschinenbaues. Akademie-Verlag, Berlin 1957.
- Angewandte Strömungslehre. Steinkopf, Dresden 1961; 6. Auflage: Akademie-Verlag, Berlin 1990, ISBN 3-05-500206-7.
- Elementarvorgänge fluider Wirbelbewegungen. Akademie-Verlag, Berlin 1981.
- Gorodomlia. Deutsche Raketenforscher in Russland. Hrsg. von Hermann Vinke. Luchterhand, Hamburg 1991, ISBN 3-630-86773-1.
- Die Stellung des Ingenieurs in der Gesellschaft. (PDF; 154 kB) Helmholtz-Vorlesung 2004 an der Berliner Humboldt Universität. 8. Juli 2004, abgerufen am 9. Oktober 2021.